# یک ماجرا
یک ماجرا (انگلیسی: An Affair؛‏ کره‌ای: 정사) فیلم محصول سال ۱۹۹۸ کره جنوبی است. این فیلم آرام داستان زنی را روایت می‌کند که عاشق نامزد خواهرش می‌شود. این فیلم در سال ۱۹۹۸ هفتمین فیلم پرفروش کره‌ای بود و جایزه بهترین فیلم آسیای در جشنواره بین‌المللی فیلم نیوپورت بیچ ۱۹۹۹ را برنده شد.

## بازیگران
- لی می سوک در نقش سو هیون
- لی جونگ جه در نقش وو این
- کیم مین در نقش جی هیون